# Parafia Wszystkich Świętych w Brodach
Parafia Wszystkich Świętych w Brodach – parafia rzymskokatolicka, położona w dekanacie Lubsko, diecezji zielonogórsko-gorzowskiej, metropolii szczecińsko-kamieńskiej w Polsce, erygowana w 1952 roku.